# Stigmella johanssonella
Stigmella johanssonella là một loài bướm đêm thuộc họ Nepticulidae. Loài này có ở Áo và Bulgaria to Ý và Hy Lạp.
Ấu trùng ăn Ostrya carpinifolia. Chúng ăn lá nơi chúng làm tổ. 